# Discosomidae
Discosomidae es una familia de cnidarios, subclase Hexacorallia, emparentados con las anémonas de mar y los corales duros del orden Scleractinia.
Poseen la misma estructura interna que los corales del orden Scleractinia, pero sin sus característicos largos tentáculos predadores. Los tentáculos se han reducido a granos o protuberancias rechonchas y no son retráctiles.
Son animales exclusivamente marinos, cuyo área de distribución abarca principalmente las zonas tropicales y subtropicales de los océanos Indo-Pacífico y Atlántico.
Sus especímenes se denominan comúnmente coral champiñón, coral disco u oreja de elefante.

## Géneros
El Registro Mundial de Especies Marinas (WoRMS) enumera los siguientes géneros:
- Amplexidiscus
- Discosoma Rüppell & Leuckart, 1828
- Metarhodactis
- Platyzoanthus
- Rhodactis Milne Edwards & Haime, 1851

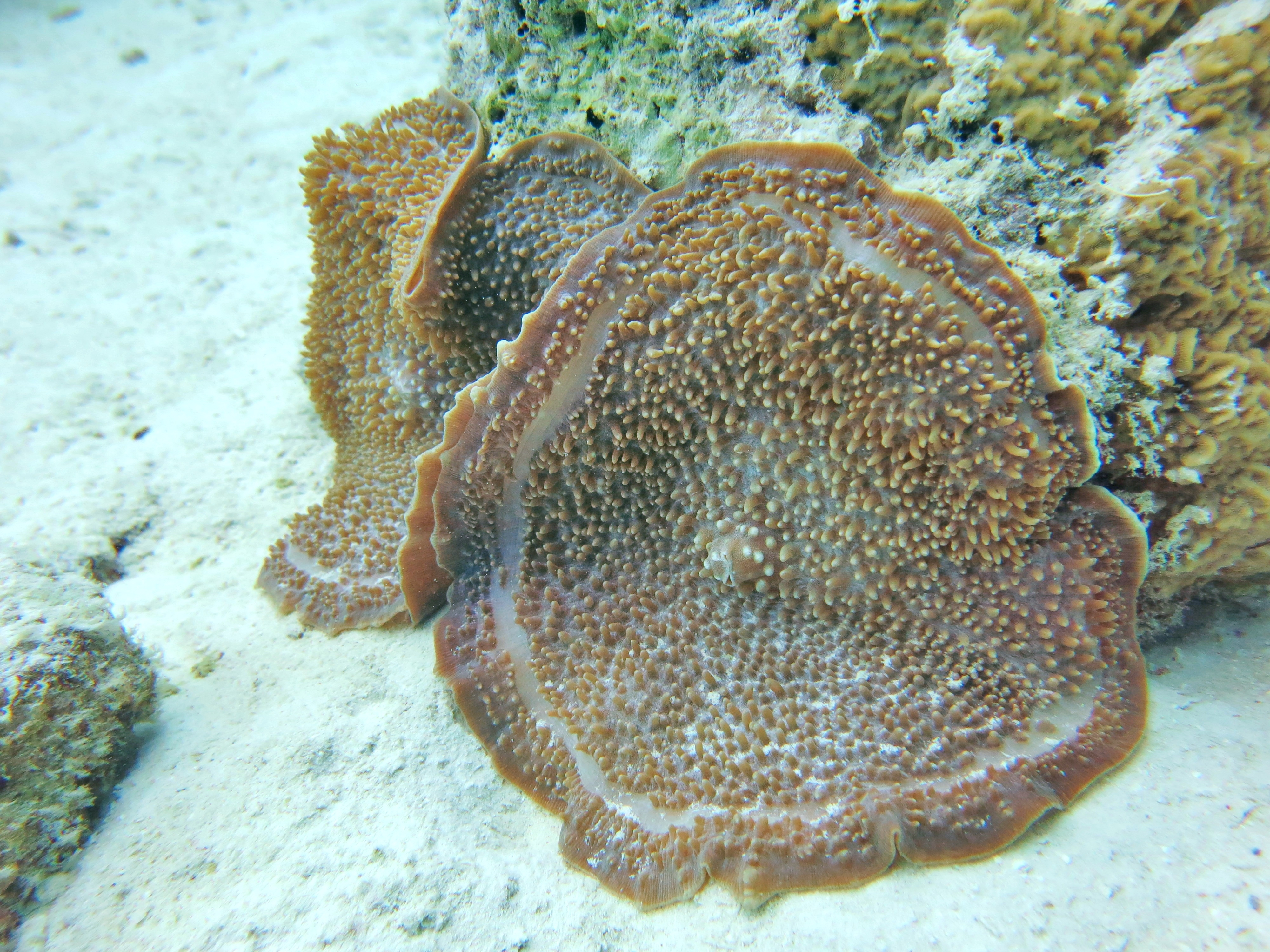
Amplexidiscus fenestrafer
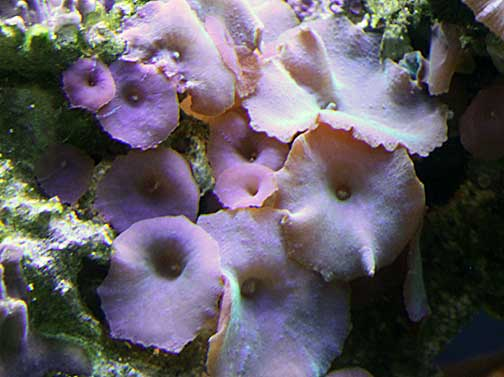
Discosoma sp
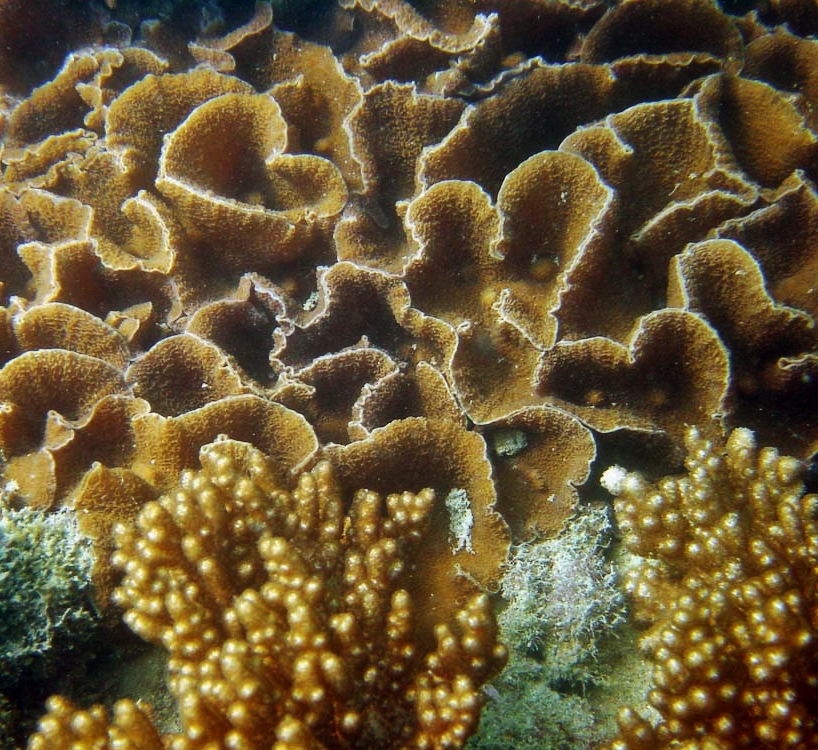
Metarhodactis boninensis
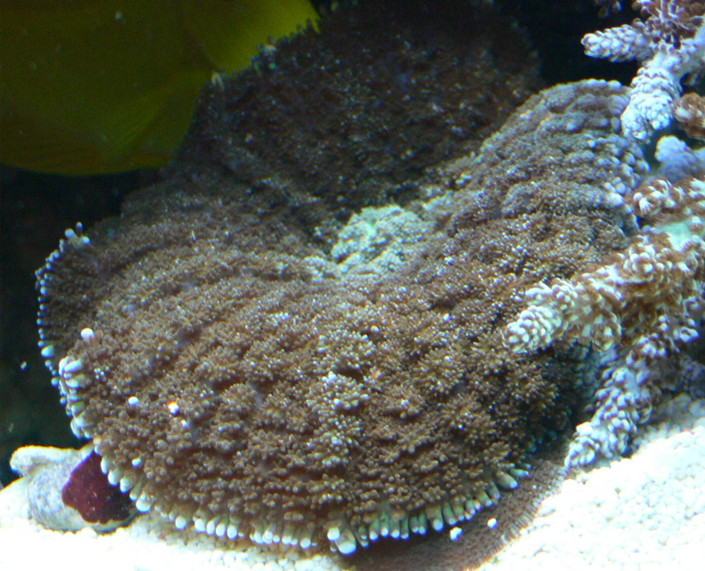
Rhodactis inchoata